# Glypta flavomaculata
Glypta flavomaculata là một loài tò vò trong họ Ichneumonidae.